# Ressupinação
Ressupinação é a torção de um órgão em 180º, ficando invertido em relação à posição "natural".
É o caso do botão floral da maioria das orquídeas, em que, por torção do pecíolo, a pétala dorsal (neste caso o labelo) assume a posição ventral.
Como excepção, a flor da orquídea Zygopetalum frequentemente não ressupina.